# Ophiomyia io
Ophiomyia io är en tvåvingeart som beskrevs av Pakalniskis 1998. Ophiomyia io ingår i släktet Ophiomyia och familjen minerarflugor. Inga underarter finns listade i Catalogue of Life.